# Kinderlokker
Een kinderlokker is een meerderjarige persoon die contact probeert te krijgen met een kind om dit mee te lokken, te misbruiken of te ontvoeren.
Vaak heeft een kinderlokker seksuele bedoelingen. Toch hoeft dit niet altijd zo te zijn. Andere misdrijven zoals gijzeling of moord uit niet-seksuele motieven zijn evenzeer mogelijk. Het is ook mogelijk dat de kinderlokker slechts het gezelschap van het kind verkiest, bijvoorbeeld omdat hij wegens bepaalde geestelijke trauma's volwassenen als te bedreigend ervaart, mentaal nog op het niveau van een kind staat, getraumatiseerd is door het overlijden van het eigen kind, of simpelweg aan het syndroom van Peter Pan leidt.

## Stereotypen
Het fenomeen 'kinderlokker' keert regelmatig terug in de media maar zijn niet zelden loos alarm of een broodjeaapverhaal. Verhalen waarbij kinderlokkers opereren in witte bestelbusjes om kinderen te lokken vanwege hun organen bestaan in de media in Nederland sinds 2014 en in andere landen al langer. Mensen attenderen hierbij elkaar op witte bestelbusjes in een wijk die worden aangezien voor kinderlokkers, het zogenaamde wittebusjessyndroom. Daadwerkelijke ontvoeringen met witte busjes hebben in Nederland niet plaatsgevonden. Ontvoeringen van kinderen zijn uiterst zeldzaam. Een ander stereotype is een 'enge man' in een regenjas die bij scholen en kinderspeelplaatsen rondhangt en kinderen snoepjes aanbiedt en ten slotte het kind een lokkertje voorhoudt om met hem mee te gaan (thuis heb ik veel meer snoep / wil je mijn pony zien en erop rijden? / mijn hond thuis heeft puppies, wil je ze zien?). Een gevaar van deze stereotypering is dat dit tot eigenrichting jegens onschuldigen kan leiden (bijvoorbeeld het lynchen van de klusjesman van de school die toevallig in een wit busje komt voorrijden) en afleiding van het feit dat het risico op misbruik het grootst is binnen de bekendenkring.

## Werkwijze
De werkwijze van een kinderlokker is het winnen van het vertrouwen van het kind. Dit maakt het mogelijk het kind mee te tronen naar zijn woning of een afgezonderde locatie zonder dat er dwang aan te pas komt. Een kinderlokker zal een kind uitzoeken dat alleen is of slechts samen met een ander kind, en blijft ver uit de buurt van andere volwassenen. Sommige kinderlokkers zijn geduldig en investeren eerst langdurig in de relatie (grooming) voor ze hun slag slaan. 

## Maatschappelijke opvatting
Over wat toelaatbaar is en wat juist laakbaar in de omgang met kinderen, wordt in verschillende tijden en in verschillende culturen zeer uiteenlopend gedacht. In onze hedendaagse maatschappij is ongeacht de reden het meevoeren van kinderen zonder uitdrukkelijke toestemming van de ouders, strafbaar. Bovendien wordt het in brede kring zeer sterk afgekeurd, en het roept hevige, afwijzende emoties op. Kinderen worden dan ook vaak tijdens hun opvoeding bang gemaakt voor de kinderlokker als boeman of kinderschrik, en er wordt hen op het hart gedrukt dat ze nooit en te nimmer met een vreemde mogen meegaan en dat ze ook vooral niets van hen mogen aannemen. Onderwijzers en anderen die met kinderen werken zijn zeer alert op kinderlokkers (als bijvoorbeeld het kind door een ander dan de ouders wordt opgehaald, of telkens een vreemd persoon op het schoolplein rondhangt bij wie duidelijk geen kind hoort). Personen (met name mannen) die zonder duidelijke reden alleen bij een school of speelplaats rondhangen worden met wantrouwen bekeken. Sommige kleuterscholen en kinder(dag)verblijven geven kinderen slechts mee aan van tevoren afgesproken personen die zich soms zelfs moeten legitimeren.

## Trivia
- Ook de Rattenvanger van Hamelen was, met geheel andere oogmerken, een kinderlokker.